# Alter weißer Mann (Film)
Alter weißer Mann ist eine deutsche Komödie, die am 31. Oktober 2024 in die Kinos kam. Premiere war am 22. Oktober 2024 im Münchner Mathäser Filmpalast. Die Hauptrolle spielt Jan Josef Liefers; für Drehbuch und Regie zeichnet Simon Verhoeven verantwortlich.

## Handlung und Dreharbeiten
Der alte weiße Mann Heinz Hellmich muss sich von seiner „wokesten“ Seite zeigen, um die langersehnte Beförderung in seiner Firma zu erreichen. Sein Vorgesetzter bittet ihn, ein privates Dinner in seinem Zuhause zu veranstalten – dort beginnt die Fassade seiner Familie schnell zu bröckeln.
Der Film wurde vom 16. April bis zum 18. Juni 2024 in München und Berlin gedreht.

## Rezeption
Die Vorabkritiken fielen weitgehend positiv aus. Auf dem Arthaus-Portal Programmkino.de lobt Dieter Oßwald die Leistung von Jan Josef Liefers: „Ein Jan Josef Liefers vermag jeder noch so lächerlich erscheinende Figur jenen besonderen Glanz von Charme und Liebenswertigkeit zu verleihen, welche zur Empathie einlädt. Frei nach Verhoevens vorigem Milli Vanilli-Biopic heißt nun das Motto: „Jan You Know It’s True!“ Allemal eine Gesellschaftssatire der ziemlich besten Art!“
Blickpunkt:Film lobt „Ein taktsicherer, provokant und doch leichtfüßiger Komödientanz auf vermintem Gesellschaftsterrain“. Kino-Zeit vergibt 3½ von 4 Sternen: „Verhoeven verrät die karikaturhaften Figuren nie für einen billigen Witz. Zudem plädiert sein Film bei aller Kritik unübersehbar für Dialog und Toleranz – auch gegenüber Andersdenkenden.“ Film-Rezensionen.de fasst zusammen: „Insgesamt bietet die Komödie vergnügliche Unterhaltung mit Wohlfühlcharakter […]“
Laut NZZ gelingt Regisseur Verhoeven ein „schlauer Klamauk“. „Die das letzte Drittel des Films bestreitende Dinnerszene reicht aus, um Alter weißer Mann eine exzellente Komödie zu nennen. Das liegt an den schnellen und smarten Gesprächen und an der Darstellerriege.“ Dagegen urteilt Irene Genhart im Filmdienst: „Die Gesellschaftskomödie zielt zwar auf den Umgang mit aktuellen ideologischen Kampfbegriffen ab, verlässt sich aber zu oft auf Klischees und Vorurteile und kann in der plakativen Figurenzeichnung auch als Charakterstudie nicht überzeugen.“
Am 31. Oktober 2024 startete Verhoevens Gesellschaftskomödie in den deutschen Kinos. Der Film erreichte am ersten Wochenende über 200.000 Zuschauer. Im Laufe der Startwoche schob sich der Film auf Platz 1 der deutschen Kinocharts. Letztlich erreichte die Filmkomödie fast 825.000 Kinozuschauer und wurde so zum vierterfolgreichsten deutschen Film des Jahres 2024.